# Jordresurssatellit

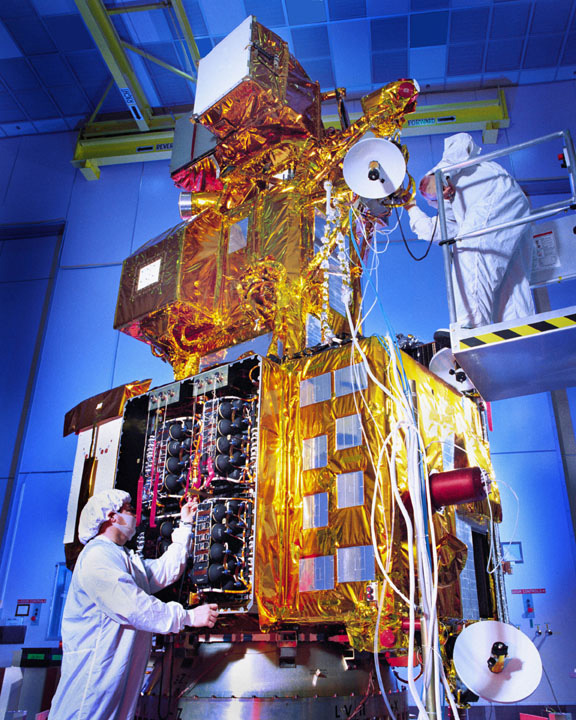
Landsat 7 före uppskjutningen.

Jordresurssatelliter är satelliter som är inriktade på att studera markytan, oceanerna eller atmosfären för främst vetenskapliga syften.
En jordobservationssatellit eller jordresurssatellit är en satellit som används eller är designad för jordobservation (EO) från omloppsbana, inklusive spionsatelliter och liknande avsedda för icke-militärt bruk såsom miljöövervakning, meteorologi, kartografi och andra. Den vanligaste typen är jordavbildningssatelliter, som tar satellitbilder, analogt med flygfoton; vissa EO-satelliter kan utföra fjärravkänning utan att skapa bilder, till exempel vid GNSS-radioockultation.

## Beskrivning

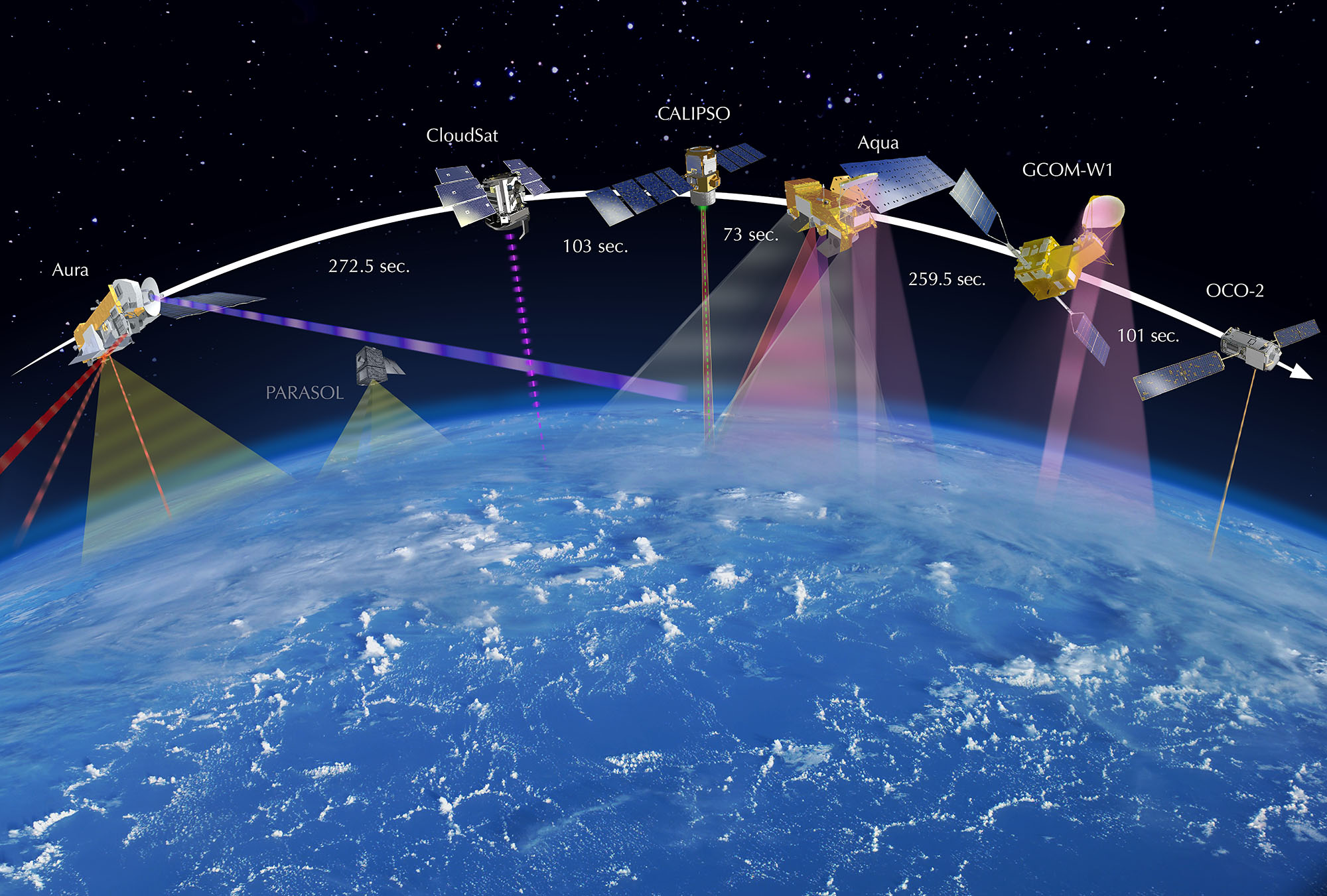
Sex jordresurssatelliter som bildar satellitkonstellationen A_train år 2014.

Den första förekomsten av satellitfjärranalys kan dateras till uppskjutningen av den första konstgjorda satelliten, Sputnik 1, av Sovjetunionen den 4 oktober 1957. Sputnik 1 skickade tillbaka radiosignaler, som forskare använde för att studera jonosfären. United States Army Ballistic Missile Agency lanserade den första amerikanska satelliten, Explorer 1, för Nasa:s Jet Propulsion Laboratory den 31 januari 1958. Informationen som skickades tillbaka från dess strålningsdetektor ledde till upptäckten av jordens Van Allen-strålningsbälten. Rymdfarkosten TIROS-1, som lanserades den 1 april 1960, som en del av NASA:s TV Infrared Observation Satellite (TIROS)-program, skickade tillbaka de första tv-bilderna av vädermönster som togs från rymden.
Under 2008 var mer än 150 jordresurssatelliter i omloppsbana. De registrerade data med både passiva och aktiva sensorer och samlade in mer än 10 terabit data dagligen. År 2021 hade den summan vuxit till över 950, med det största antalet satelliter som drivs av det USA-baserade företaget Planet Labs.
De flesta jordresurssatelliter bär instrument som bör användas på en relativt låg höjd. De flesta kretsar på höjder över 500 till 600 kilometer. Lägre banor har betydande luftmotstånd, vilket gör frekventa omloppsmanövrar nödvändiga. Jordresurssatelliterna ERS-1, ERS-2 (European Remote Sensing Satellite) och Envisat från European Space Agency samt rymdfarkosten MetOp från EUMETSAT drivs alla på höjder av cirka 800 km. Rymdfarkosterna Proba-1, Proba-2 och SMOS från European Space Agency observerar jorden från en höjd av cirka 700 km.  Jordobservationssatelliterna från UAE, DubaiSat-1 och DubaiSat-2 är också placerade i omloppsbanor med låga omloppsbanor (LEO) och tillhandahåller satellitbilder av olika delar av jorden.

## Exempel på jordresurssatelliter

### Aqua
Aqua är satellit nummer 2 i det NASA-initierade projektet Earth Observing System. Aqua sköts upp den 4 maj 2002 och har som syfte att studera den hydrologiska cykeln på jorden. Den har en solsynkroniserad bana runt jorden på en höjd av 705 km. Aqua har 6 sensorer ombord:
Sensorerna som använts i Agua-projektet är:
- MODIS – Moderate Resolution Imaging Spectro-Radiometer – sensor med många tillämpningar för både land, hav, molntäcke och molnegenskaper.
- CERES – Clouds and the Earth's Radiant Energy System – mäter strålningsflöden för att beräkna jordens energibudget.
- AMSR/E – Advanced Microwave Scanning Radiometer-EOS – mäter molnegenskaper, havsytans egenskaper och atmosfärens temperatur och fuktighet.
- AMSU – Advanced Infrared Sounding Unit – mäter atmosfärisk temperatur och fuktighet
- AISR – Atmospheric Infrared Sounder – hyperspectral sensor som mäter temperatur och fuktighet i atmosfären, molnegenskaper och strålningsenergiflöden.
- HSB – Humidity Sounder for Brazil – mäter atmosfärisk fuktighet

Sensorerna överlappar i många fall varandras användningsområden vilket används för att korrigera för atmosfäriska störningar.
Aqua har måtten 16,7 × 8,0 × 4,8 m och väger 2934 kg.

### Landsat
Landsatprogrammet är det till dags dato längsta aktiva projektet för inhämtande av satellitbilder av Jorden. Hittills har sju satelliter skjutits upp, den första så tidigt som 1972 och den senaste 2013. Miljontals fotografier har tagits under årens lopp och används till bland annat forskning inom ekologi, jordbruk, geologi och skogsbruk.